# باشگاه فوتبال الجندل عربستان سعودی
باشگاه فوتبال الجندل (عربی: نادی الجندل) یک باشگاه فوتبال واقع در شهر دومه جندل در عربستان سعودی است و اکنون در لیگ دسته اول فوتبال عربستان سعودی حضور دارد.
این باشگاه فوتبال در سال ۱۹۷۶ تأسیس شد.